# Croton pycnanthus
Espèce
Statut de conservation UICN

 NT  : Quasi menacé
Croton pycnanthus est une espèce de plantes à fleurs du genre Croton et de la famille des Euphorbiaceae, présente de l'Équateur jusqu'au Pérou.
Il a pour synonyme :
- Oxydectes pycnantha, (Benth.) Kuntze